# Poliesplenia
Poliesplenia (del griego polýs muchos, y splēn bazo.) (Jiepel, 1903; Putschar, 1934). Presencia de varios bazos en el abdomen de un mismo sujeto, o más bien varias masas de tejido esplénico pequeño que sustituyen al bazo normal. 
La poliesplenia se acompaña de otras malformaciones por lo general: Casi siempre son cardíacas (comunicación interauricular o interventricular, anomalía de los retornos venosos, continuación ázigos, atresia mitral, hipoplasia del ventrículo izquierdo, coartación aórtica) y tendencia a la simetría de las vísceras (situs inversus más o menos completo, levo o dextro cardias, pulmones con 2 lóbulos cada uno, hígado central, estómago a la derecha, duodeno y ciego móviles). Este síndrome se aproxima al Síndrome de Ivemark aunque es más raro. El pronóstico depende de las malformaciones cardiacas, por lo general son complejas.
- Datos: Q2834267